# Кварковая новая
Кварковая новая — гипотетический взрыв огромной силы, которым сопровождается превращение нейтронной звезды в кварковую звезду. Аналогично тому, как рождение нейтронной звезды сопровождается взрывом сверхновой, наблюдение кварковой новой говорит о появлении кварковой звезды. Концепция кварковых новых была разработана доктором Р. Оуйедом из университета Калгари, Канада и докторами Дж. Дэй и M. Дэй из университета Калькутты, Индия.

## Механизм и проявление
Когда вращение нейтронной звезды замедляется, она может превратиться в кварковую звезду. При таком превращении задействуется процесс, известный как кварковый деконфайнмент. В результате него, во внутренних областях звезды образуется кварковая материя. Этот процесс приводит к освобождению огромных количеств энергии. Рождение кварковых звёзд может сопровождаться самыми мощными из энергетических выбросов, известных во Вселенной. По расчётам, оценочное количество энергии, выбрасываемое при фазовом переходе внутри нейтронной звезды, может достигать 1047 джоулей, что на пять порядков превосходит энерговыделение при взрывах обычных сверхновых (~1042 джоулей).
Кварковые новые могут быть одной из причин гамма-всплесков. Согласно Jaikumar et al., они также могут быть задействованы в синтезе тяжёлых элементов, таких как платина, в ходе r-процесса ядерного синтеза.

## Кандидаты
Наилучшими кандидатами для превращения в кварковые новые являются быстро вращающиеся нейтронные звёзды с массами от 1,5 до 1,8 масс Солнца, так как их вращение должно замедлиться в течение хаббловского времени. Это лишь небольшая часть оцениваемой популяции нейтронных звёзд. Консервативные оценки, основанные на этих данных, указывают, что в наблюдаемой Вселенной в течение суток могут возникать лишь 2 кварковые новые.
Теоретически, кварковые звёзды не должны испускать радиоизлучения , так что не излучающие в данном диапазоне нейтронные звёзды могут быть, на самом деле, кварковыми звёздами.
Прямые свидетельства существования кварковых новых практически отсутствуют. Недавние наблюдения сверхновых SN 2006gy, SN 2005gj и SN 2005ap могут указывать на их существование.